# Dirphia manes
Dirphia manes är en fjärilsart som beskrevs av Druce 1897. Dirphia manes ingår i släktet Dirphia och familjen påfågelsspinnare. Inga underarter finns listade i Catalogue of Life.